# Mandelieu-la-Napoule
Mandelieu-la-Napoule (Occitaans: Mandaluec e La Napola; Italiaans (verouderd): Mandaloco) is een gemeente in het Franse departement Alpes-Maritimes (regio Provence-Alpes-Côte d'Azur). De gemeente telde 21.201 inwoners op 1 januari 2022. De plaats maakt deel uit van het arrondissement Grasse.

## Geschiedenis
Voor onze jaartelling leefde de Celto-Ligurische stam van de Oxybii in de streek. In de Romeinse tijd waren er enkele villa's op het grondgebied van de huidige gemeente. Rond 400 was ene Eucher heer van Mandelieu. Zijn dochter stichtte een hospitaal waar pelgrims naar de Abdij van Lérins of naar Rome verzorgd werden. In de 8e en opnieuw in de 9e eeuw werd de plaats vernield door de Saracenen en werd een groot deel van de bevolking tot slaaf gemaakt en afgevoerd.
Vanaf 1243 tot aan de Franse Revolutie was Mandelieu in het bezit van de bisschoppen van Grasse terwijl La Napoule een heerlijkheid was. In 1530 werd La Napoule geplunderd en in brand gestoken door de piraat Barbarossa. In 1543 konden de inwoners van La Napoule een nieuwe aanval van Barbarossa afslagen. En in 1590 werd ook een aanval van Karel Emanuel I van Savoye afgeslagen. Door de invallen en een uitbraak van de pest was de streek voor een groot deel ontvolkt geraakt en er werden inwijkelingen aangetrokken om deze opnieuw te bevolken.
In 1706 werden bij Mandelieu een nieuw kasteel en een nieuwe nederzetting gebouwd, Capitou. Het jaar erop plunderden de troepen van de hertog van Savoye de streek. In 1836 werd La Napoule, dat tot dan hoorde bij Fréjus, aangehecht bij Mandelieu. Na de opening van een treinstation in 1864 werd de plaats een toeristische bestemming. Er kwamen een golf- en een poloclub en een paardenrenbaan. In 1909 werd begonnen met de bouw van een jachthaven en het jaar erop kwam er een tramverbinding met Cannes.
In 1929 werd Théoule een zelfstandige gemeente en in 1970 nam de gemeente Mandelieu de naam Mandelieu-la-Napoule aan.

## Geografie
De oppervlakte van Mandelieu-la-Napoule bedroeg op 1 januari 2022 31,37 vierkante kilometer; de bevolkingsdichtheid was toen 675,8 inwoners per km².
De gemeente ligt aan de Middellandse Zee, aan de Golf van La Napoule, en grenst in het westen aan de massieven van Esterel en Tanneron. In het Esterelmassief ligt de Mont San Peyre (131 m). De Siagne stroomt door de gemeente en mondt er uit in zee.
De onderstaande kaart toont de ligging van Mandelieu-la-Napoule met de belangrijkste infrastructuur en aangrenzende gemeenten.

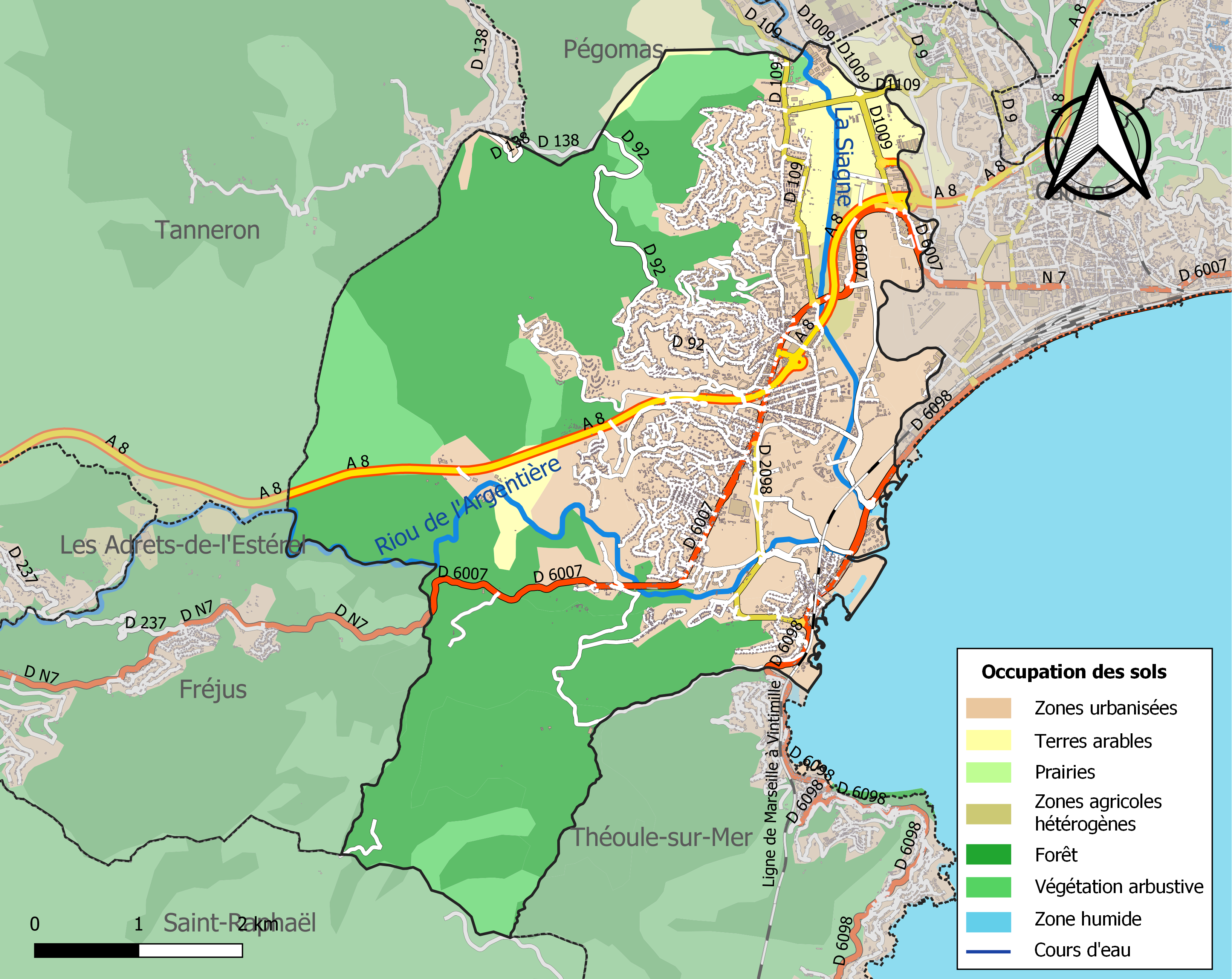

## Demografie
In 1900 telde de gemeente 984 inwoners, waarvan er 200 in La Napoule en 50 in Théoule woonden.
Onderstaande figuur toont het verloop van het inwonertal (bron: INSEE-tellingen).
Vanwege een beveiligingsprobleem met de MediaWiki Graph-software is het momenteel niet mogelijk deze grafiek weer te geven. Zodra de software is bijgewerkt zal de grafiek vanzelf weer zichtbaar worden.

## Verkeer
Mandelieu heeft een treinstation.
De autosnelweg A8 loopt door de gemeente.

## Toerisme en bezienswaardigheden
De gemeente bezit zandstranden en een jachthaven. In het eerste weekend van april wordt jaarlijks in de haven een botenshow gehouden van tweedehands boten. Veel huizen en appartementen zijn in gebruik als 'tweede woning'.
Het aan zee gelegen Château de la Napoule herbergt de beeldencollectie van Henry Clews en in de expositiezalen worden wisseltentoonstellingen gehouden. Clews kocht in 1918 de kasteelruïne en liet het kasteel heropbouwen.